# Autodromo Enzo e Dino Ferrari
Az Autodromo Enzo e Dino Ferrari egy motorsport-versenypálya Imola mellett, Olaszországban, nem messze Bolognától. 1980-tól 2006-ig rendeztek itt megszakítás nélkül Formula–1-es versenyeket.
Mivel egy ország nem rendezhet egyszerre több nagydíjat, ezért 1981-től ezen a pályán rendezték a San Marinó-i nagydíjat. 1980-ban az olasz nagydíj színhelye volt, ám emiatt el kellett hagyni abban az évben a monzai pályát az olasz nagydíj tradicionális helyszínét. A pálya mindössze 80 kilométerre található Maranellótól, a Ferrari székhelyétől. Emiatt a Ferrari Formula–1-es csapatának "hazai" pályájának is szokás nevezni. Azon ritka Formula–1-es pályák egyike, amelyeken az óramutató járásával ellenkezően haladnak a versenyzők. Ilyen például még Interlagos, és az Isztambul Park. 4,933 km hosszú, 17 kanyar található benne. 
A rajta tartott Formula–1-es versenyek 62 körösek voltak, amely összesen 305,609 km-nek felel meg. Hírhedtségét 1994-ben érte el, amikor a szombati időmérő edzésen Roland Ratzenberger a Villeneuve-, majd a versenyen a háromszoros világbajnok Ayrton Senna a Tamburello-kanyarban halt meg baleset miatt. A verseny után a versenypályát átalakították, amelynek következtében biztonságosabb és lassabb lett. Korábbi neve Autodromo Dino Ferrari volt, Enzo Ferrari korán meghalt fiáról elnevezve. 1988 óta viseli jelenlegi nevét, amikor Enzo Ferrari is meghalt. 2007-ben nagyszabású felújításon esett át a pálya, a boxutcát felrobbantották és új létesítményeket építettek, valamint újraaszfaltozták a pályát és kiiktatták a box előtti sikánt. A pálya 2011 szeptemberében megkapta a Formula–1 nagydíj rendezéséhez szükséges 1-es besorolást a korábbi 1T helyett; ugyanakkor a San Marinó-i nagydíj visszatérése nem volt valószínű a közeljövőben, mivel a pálya állami támogatásra nem számíthatott tekintettel az olasz gazdasági helyzetre, másrészt pedig a sport globális terjeszkedése nem teszi lehetővé, hogy Olaszország a monzai olasz nagydíj mellett még egy futamot is megrendezzen. 2020-ban és 2021-ben is rendeztek itt futamot, a koronavírus-járvány miatt törölt futamok pótlása végett. 2022-ben a szezon negyedik nagydíját rendezték meg a pályán. 
2023-ban a versenyt előtti hetekben esett nagy mennyiségű csapadék miatta a Santerno folyó kiáradt. A polgári védelem vörös riasztást adott ki Emilia-Romagna régióban. A víz a pályát és környékét is ellepte. A csapatok már helyszínen dolgozó munkatársainak is el kellett hagyni a pályát. Május 17-én a Formula–1 vezetése, a verseny szervezői és a hatóságok közös döntése alapján az időjárás és a vészhelyzet miatt törölték a teljes versenyhétvégét.

## A pálya Formula-1-es győztesei[2][3][4]
|                                                    | Futamgyőztesek        | Győztes konstruktőr | Rajthely | Futam neve              |
| -------------------------------------------------- | --------------------- | ------------------- | -------- | ----------------------- |
| 1980                                               | Nelson Piquet         | Brabham-Ford        | 5        | Olasz nagydíj           |
| 1981                                               | Nelson Piquet         | Brabham-Ford        | 5        | San Marinó-i nagydíj    |
| 1982                                               | Didier Pironi         | Ferrari             | 4        | San Marinó-i nagydíj    |
| 1983                                               | Patrick Tambay        | Ferrari             | 3        | San Marinó-i nagydíj    |
| 1984                                               | Alain Prost           | Mclaren-Tag         | 2        | San Marinó-i nagydíj    |
| 1985                                               | Elio De Angelis       | Lotus-Renault       | 3        | San Marinó-i nagydíj    |
| 1986                                               | Alain Prost           | Mclaren-Tag         | 4        | San Marinó-i nagydíj    |
| 1987                                               | Nigel Mansell         | Williams-Honda      | 2        | San Marinó-i nagydíj    |
| 1988                                               | Ayrton Senna          | McLaren-Honda       | 1        | San Marinó-i nagydíj    |
| 1989                                               | Ayrton Senna          | McLaren-Honda       | 1        | San Marinó-i nagydíj    |
| 1990                                               | Riccardo Patrese      | Williams-Renault    | 3        | San Marinó-i nagydíj    |
| 1991                                               | Ayrton Senna          | McLaren-Honda       | 1        | San Marinó-i nagydíj    |
| 1992                                               | Nigel Mansell         | Williams-Renault    | 1        | San Marinó-i nagydíj    |
| 1993                                               | Alain Prost           | Williams-Renault    | 1        | San Marinó-i nagydíj    |
| 1994                                               | Michael Schumacher    | Benneton-Ford       | 2        | San Marinó-i nagydíj    |
| 1995                                               | Damon Hill            | Williams-Renault    | 4        | San Marinó-i nagydíj    |
| 1996                                               | Damon Hill            | Williams-Renault    | 2        | San Marinó-i nagydíj    |
| 1997                                               | Heinz-Harald Frentzen | Williams-Renault    | 2        | San Marinó-i nagydíj    |
| 1998                                               | David Coulthard       | McLaren-Mercedes    | 1        | San Marinó-i nagydíj    |
| 1999                                               | Michael Schumacher    | Ferrari             | 3        | San Marinó-i nagydíj    |
| 2000                                               | Michael Schumacher    | Ferrari             | 2        | San Marinó-i nagydíj    |
| 2001                                               | Ralf Schumacher       | Williams-BMW        | 3        | San Marinó-i nagydíj    |
| 2002                                               | Michael Schumacher    | Ferrari             | 1        | San Marinó-i nagydíj    |
| 2003                                               | Michael Schumacher    | Ferrari             | 1        | San Marinó-i nagydíj    |
| 2004                                               | Michael Schumacher    | Ferrari             | 2        | San Marinó-i nagydíj    |
| 2005                                               | Fernando Alonso       | Renault             | 2        | San Marinó-i nagydíj    |
| 2006                                               | Michael Schumacher    | Ferrari             | 1        | San Marinó-i nagydíj    |
| 2007 és 2019 között nem használták F1-es pályaként |                       |                     |          |                         |
| 2020                                               | Lewis Hamilton        | Mercedes            | 2        | emilia-romagnai nagydíj |
| 2021                                               | Max Verstappen        | Red Bull            | 3        | emilia-romagnai nagydíj |
| 2022                                               | Max Verstappen        | Red Bull            | 1        | emilia-romagnai nagydíj |
| 2023: az időjárás és a vészhelyzet miatt törölve   |                       |                     |          |                         |
| 2024                                               | Max Verstapen         | Red Bull            | 1        | emilia-romagnai nagydíj |
| 2025                                               | Max Verstapen         | Red Bull            | 2        | emilia-romagnai nagydíj |

## Vonalvezetések

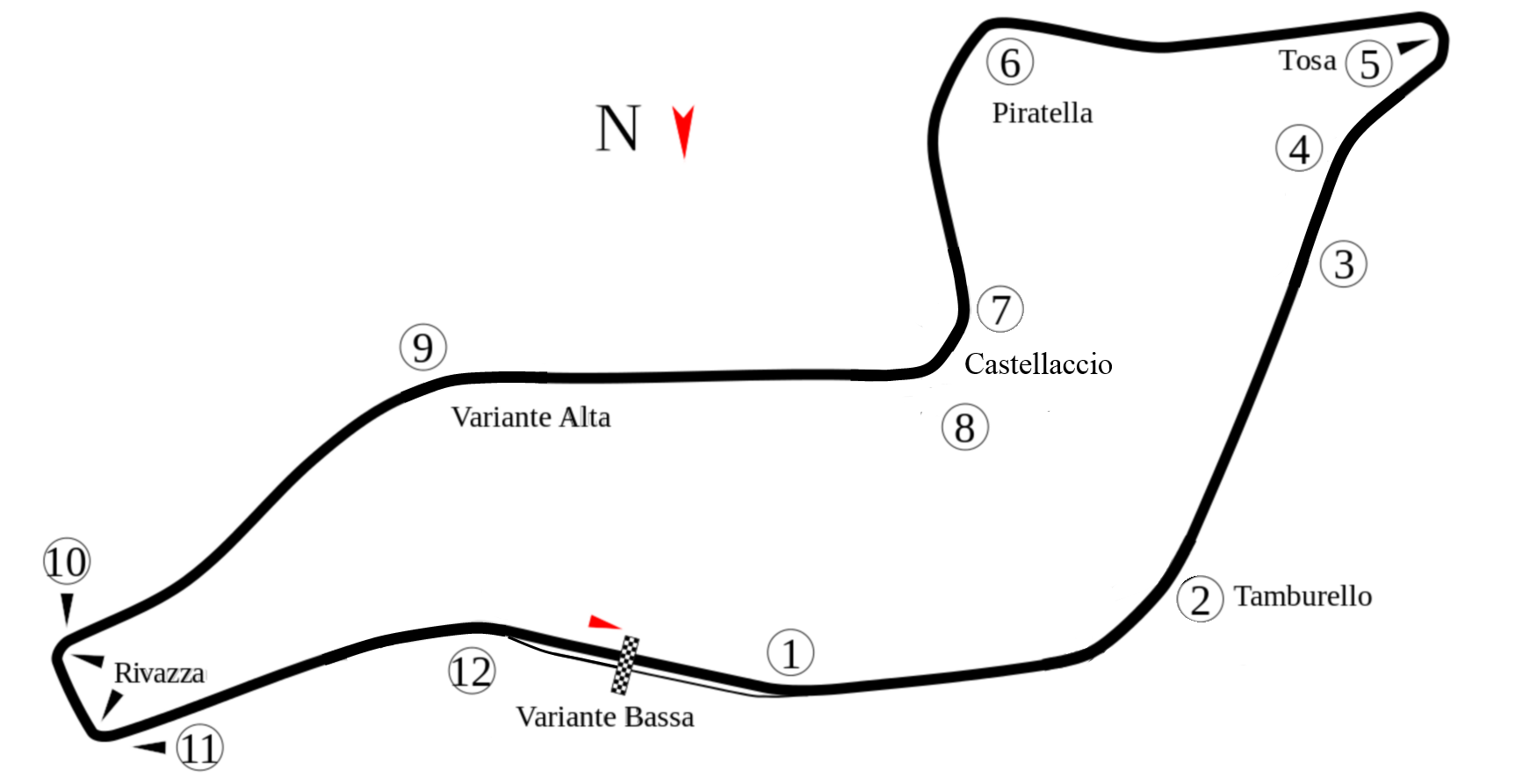
1953-1972
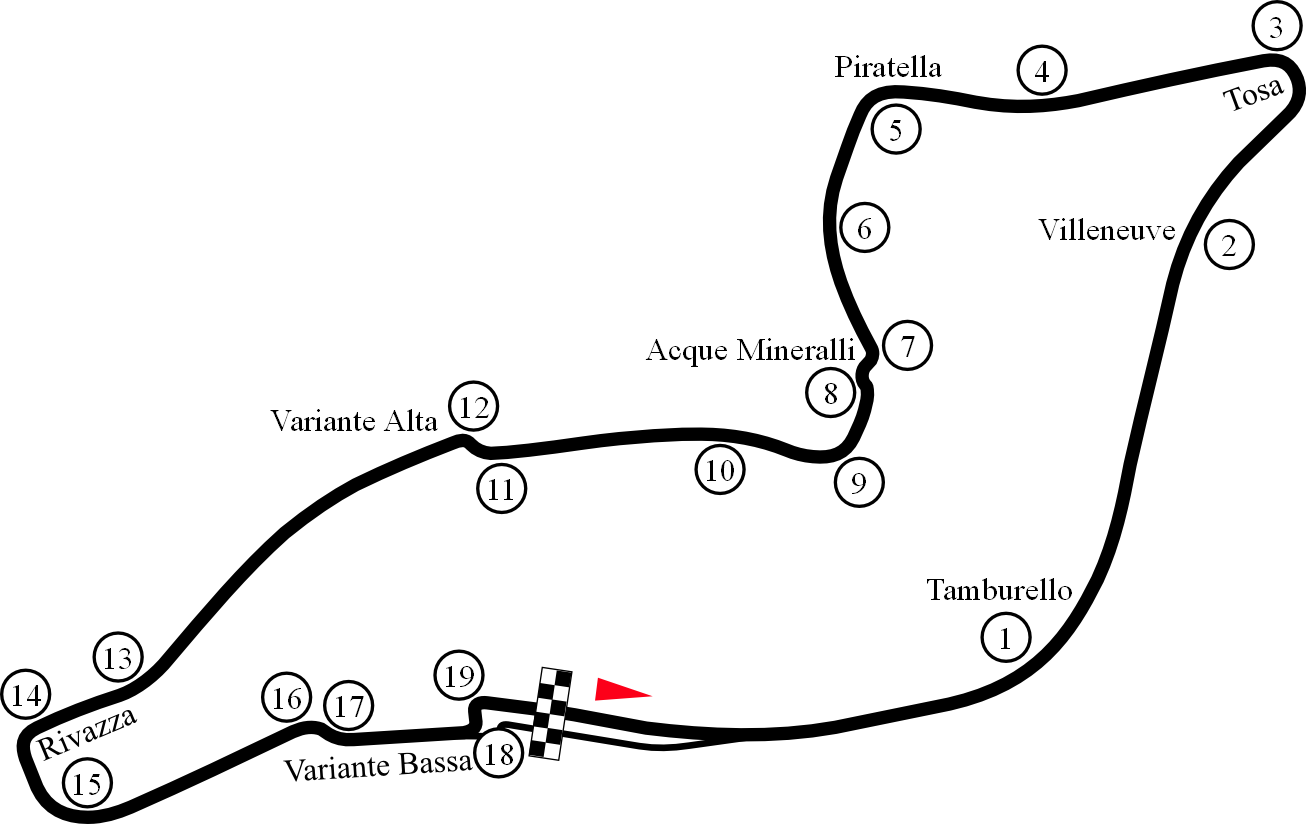
1981-1994
1995-2006
2009- (FIA)
2009- (FIM)

## Képgaléria

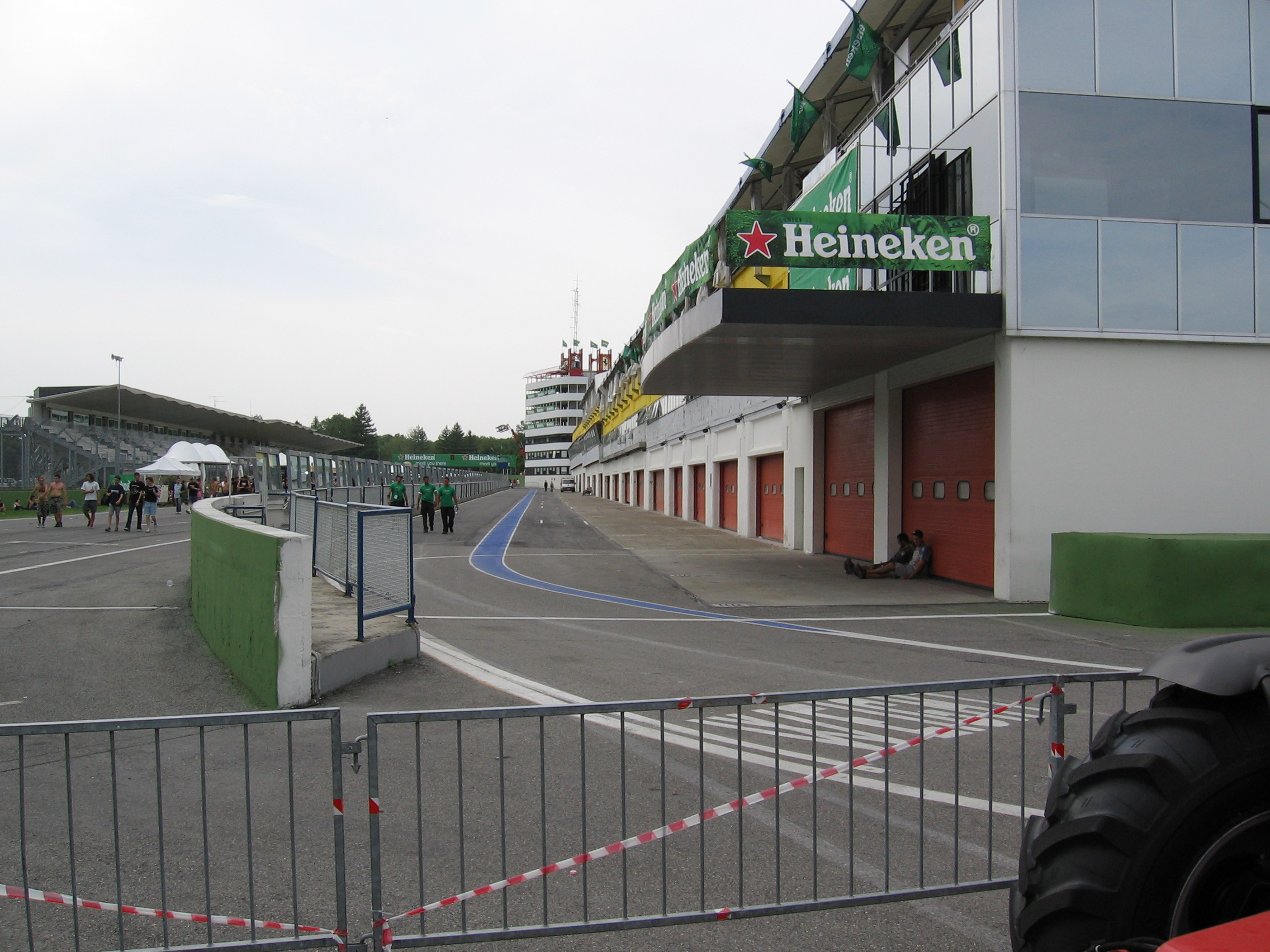
A régi bokszutca
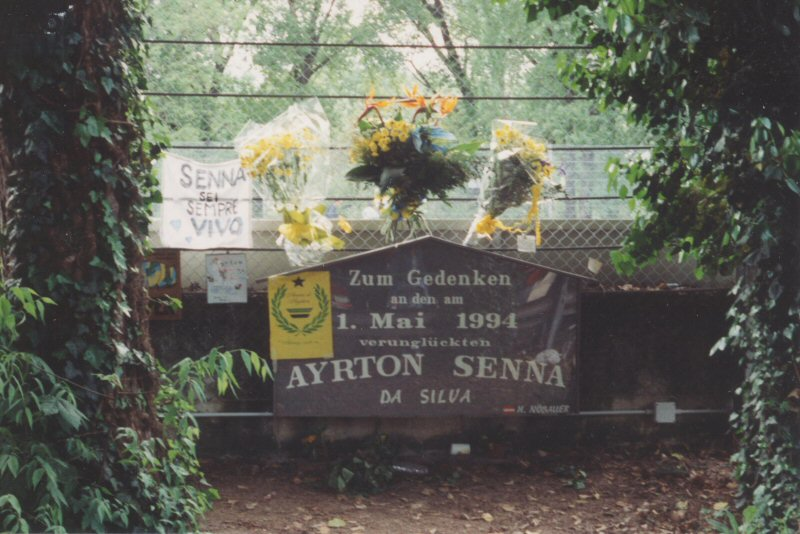
Ayrton Senna emlékműve a Tamburello kanyarban
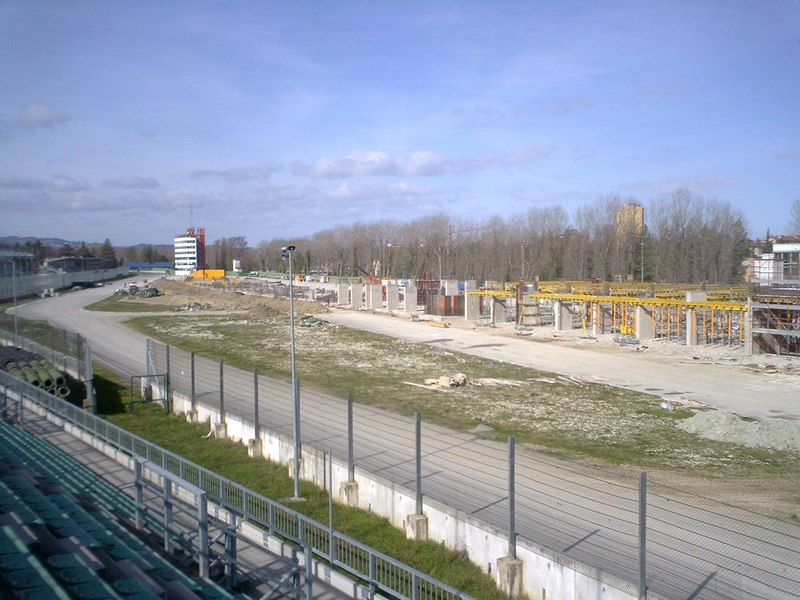
Az építkezés 2007 márciusában
Az új bokszutca – 2008.04.15.